# バブルリング
バブルリング（bubble ring）とは、水中で口から輪のような形をした泡を吐くこと。また、その吐いた輪。ドルフィンリングともいう。よくイルカのパフォーマンスとして行われるが、人間でも行うことができる。

## バブルリングのやり方
深く潜り、上を向く。唇を口の中で前に突き出し、「ポッ」と発音するように唇を動かす。うまくいけば直径20cmくらいの大きな輪ができる。

## 原理
バブルリングの原理はまだわかっていないことも多い。茨城大学工学部の研究ではバブルリングには空気を噴射する時間や初速度が関係し、自ら流れを作って進むことが分かった。
バブルリングの原理は気泡を生成し、輸送することに役立つと期待される。